# 6302 Tengukogen
6302 Tengukogen este un asteroid din centura principală de asteroizi.

## Descriere
6302 Tengukogen este un asteroid din centura principală de asteroizi. A fost descoperit pe 2 februarie 1989 la Geisei de Tsutomu Seki. El prezintă o orbită caracterizată de o semiaxă mare de 2,62 ua, o excentricitate de 0,10 și o înclinație de 13,9° în raport cu ecliptica.